# ABTS
A ABTS (Auto Bomba Tanque e Socorro ou, em algumas jurisdições ABTR, de Auto Bomba Tanque e Resgate) é uma viatura utilizada por bombeiros para combate a incêndio e salvamento de diversos tipos. É um caminhão de médio porte com um reservatório de água, podendo variar de 3-5 mil litros, juntamente com um sistema de bomba para adicionar mais poder no combate a incêndio. Transporta também equipamentos e equipe para fazer o socorro. Existem variações muito especificas para cada tipo de viatura (ABTS, ABT, AEH, AT e etc...), variando de acordo com o porte do veículo, se possui reservatório de água, se possui escada hidráulica, se transporta equipe de combate e outros. Algumas utilizada para primeiro combate e outras para apoio ou atendimento especifico.

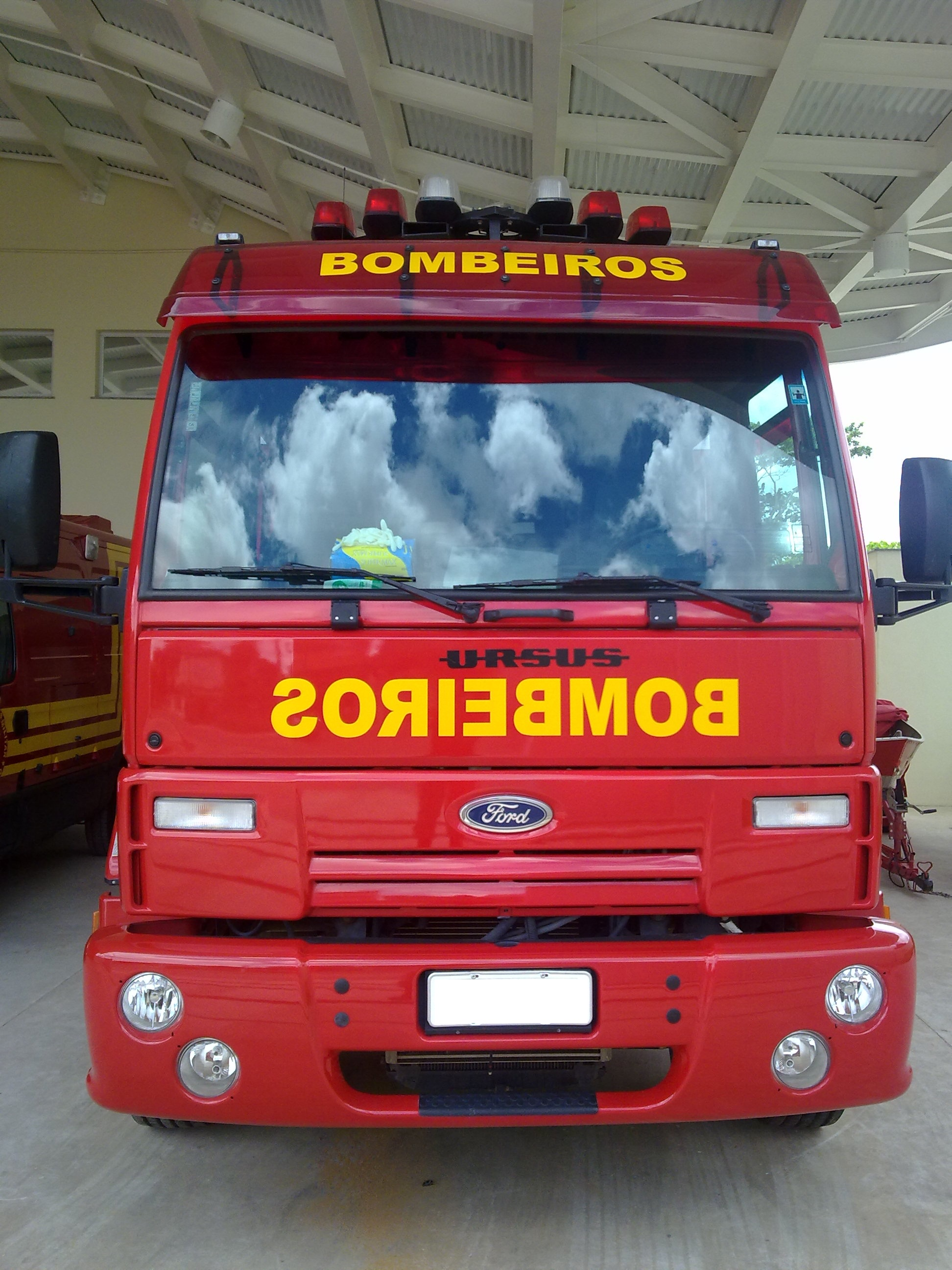
Veículo ABTS em um quartel de Bombeiros do ES

## Objetivo
A ABTS é um veículo "faz tudo" do corpo de bombeiros. Na maioria das ocorrências este veículo é o suficiente, quando não é, normalmente é o primeiro veículo a chegar na ocorrência dando o primeiro atendimento até que chegue suporte.
O veículo é preparado para o atendimento de ocorrências das seguintes naturezas:
- Corte de árvores em emergência;
- Emergências químicas;
- Incêndio em estruturas;
- Incêndio florestal;
- Incêndio em veículos;
- Salvamento em alturas;
- Salvamento terrestre;
- Resgate veicular;
- Extermínio de insetos;
- Resgate de animais em risco;

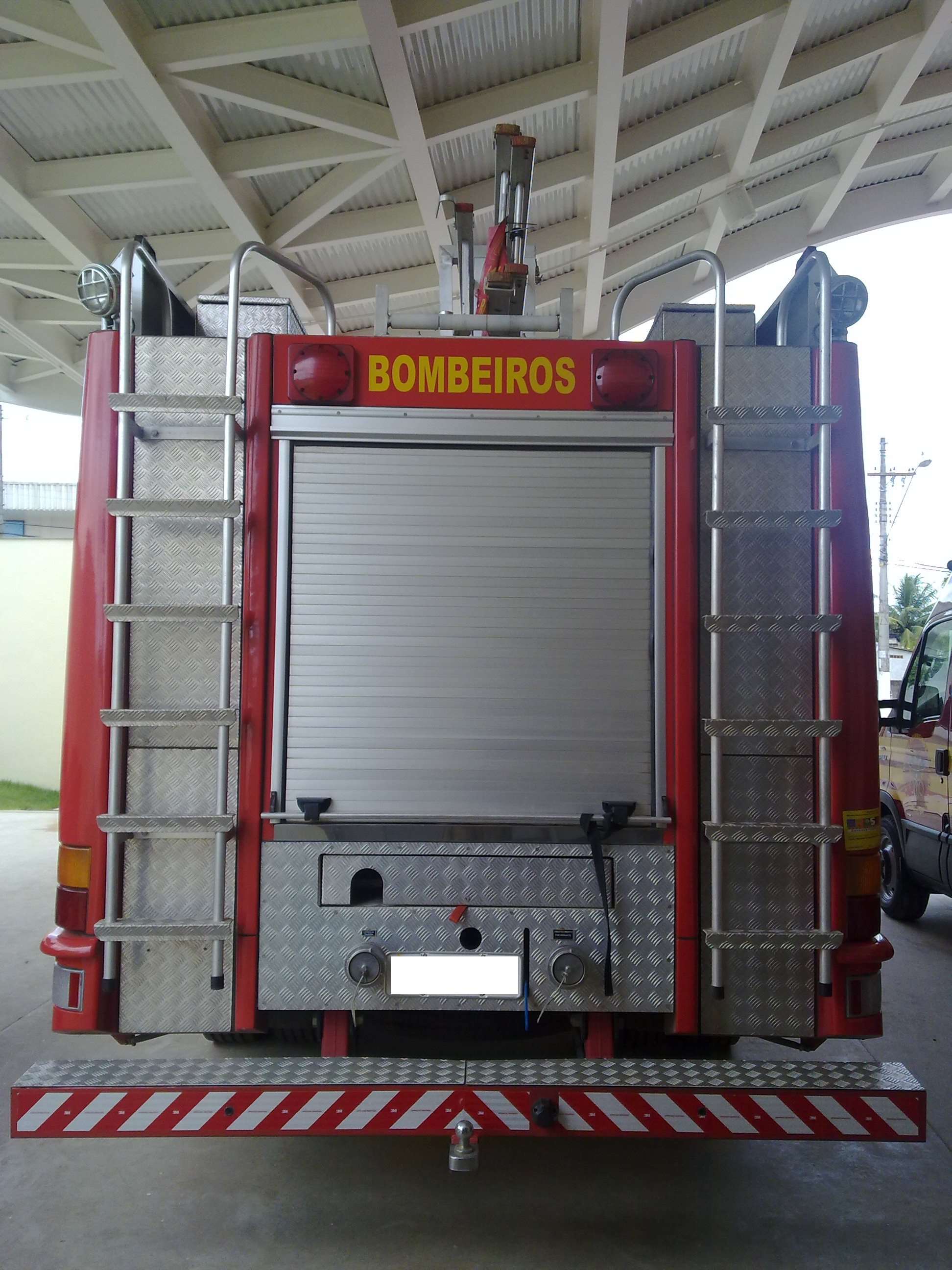
Parte traseira da ABTS Bombeiros ES

- Resgate de pessoas presas em elevadores;
- Resgate em ambientes confinados;
- Desabamentos ou soterramentos (BREC - busca e resgate em estruturas colapsadas).

## Características

### Bomba
O caminhão tem um sistema de bomba que permite aumentar a pressão das saídas de água (boca expulsora), que dão mais poder, alcance e eficiência no combate a incêndio. Este sistema também permite a escorva, sucção de água de algum manancial para o reservatório do caminhão. Este sistema permite que se trabalhe com as duas funções ao mesmo tempo, para tentar manter o nível do reservatório de água do caminhão mesmo na hora do combate.
Deve-se ter cuidado com a pressão a ser utilizada na bomba, pois uma pressão muito grande pode fazer estourar as mangueiras colocando o combatente em risco e dificultando toda a operação. 

### Gavetas
A ABTS possui muitos compartimentos, todo o espaço disponível é aproveitado para colocar materiais. A parte superior, lateral e traseira são dotadas de gavetas e prateleiras de forma a oferecer praticidade e segurança para o transporte dos materiais.

### Cabine
A cabine da viatura comporta com segurança 6 militares e possui espaço para alguns equipamentos que normalmente a equipe veste no deslocamento para a ocorrência, também equipamentos de suporte e de comunicação.

### Reservatório de água
O sistema de bomba da viatura esta ligado ao reservatório de água que pode variar de acordo com a viatura. O reservatório de água torna a dirigibilidade do veículo mais complicada, já que a todo momento o centro de gravidade do veículo muda de posição. Este reservatório pode ser abastecido por hidrante ou pelo sistema de bomba da viatura utilizando água de algum manancial, preferencialmente água doce pois água salgada faz diminuir a vida útil dos componentes por causa da oxidação.

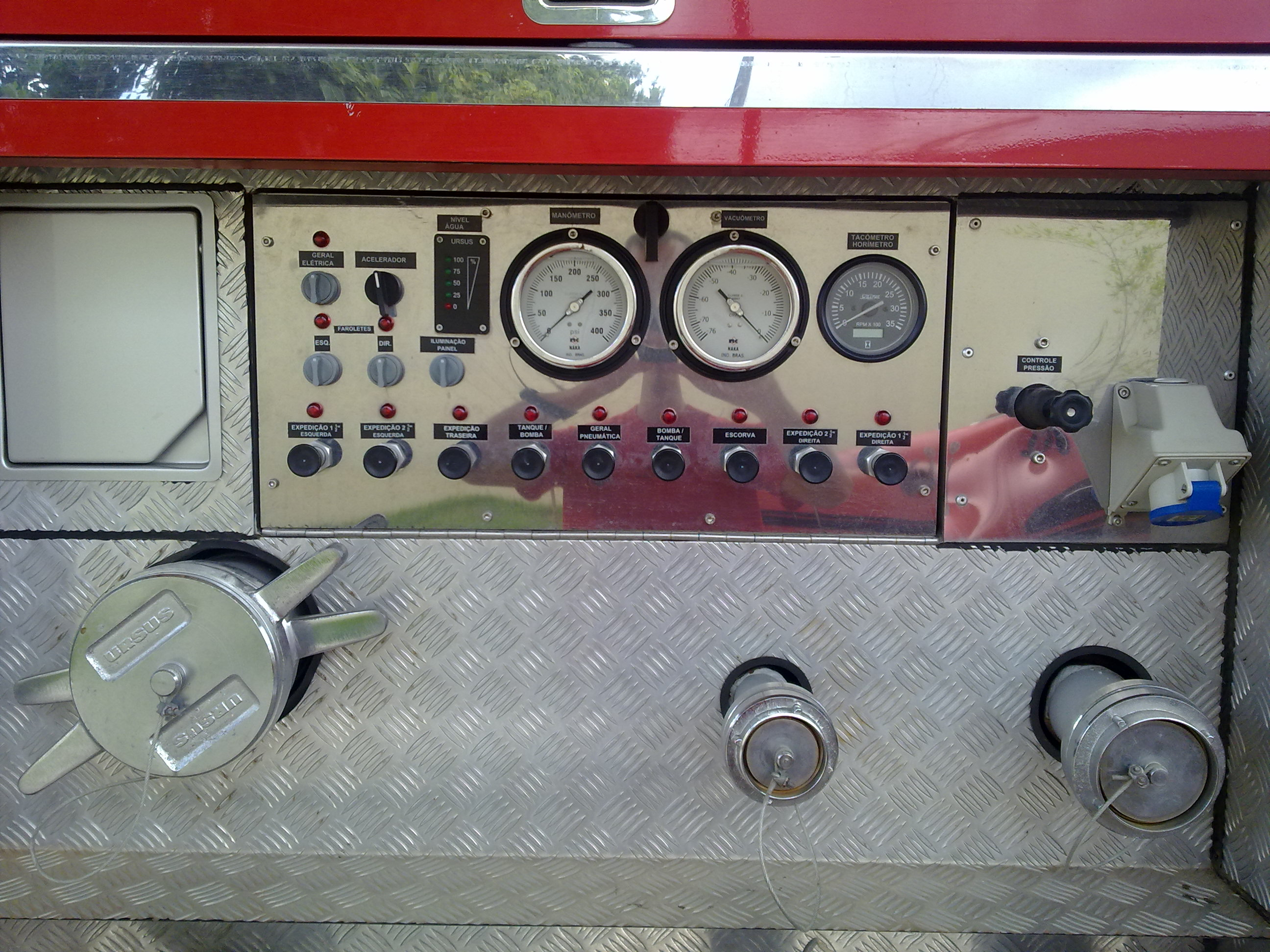
Sistema de bomba.
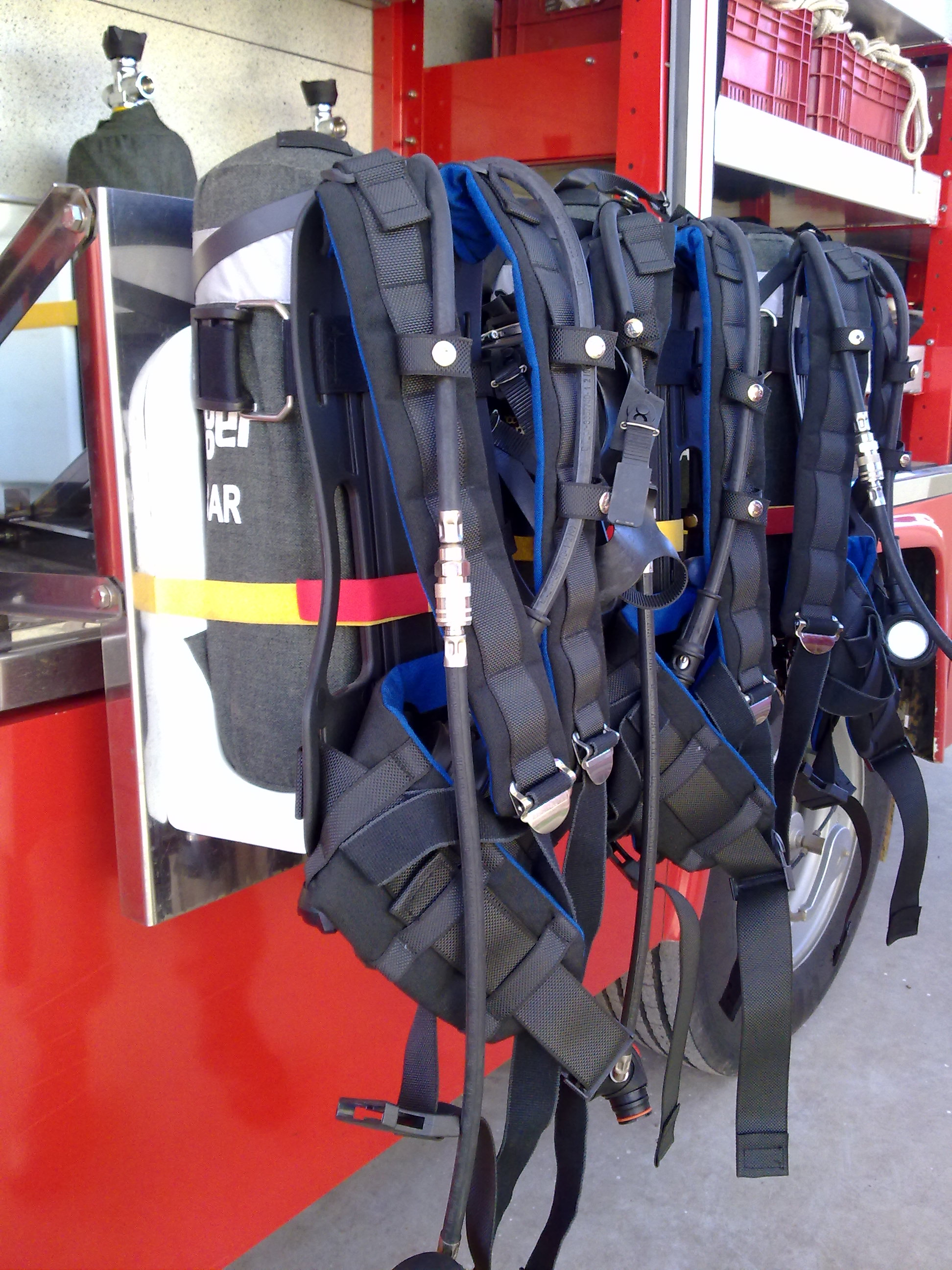
Gaveta lateral.
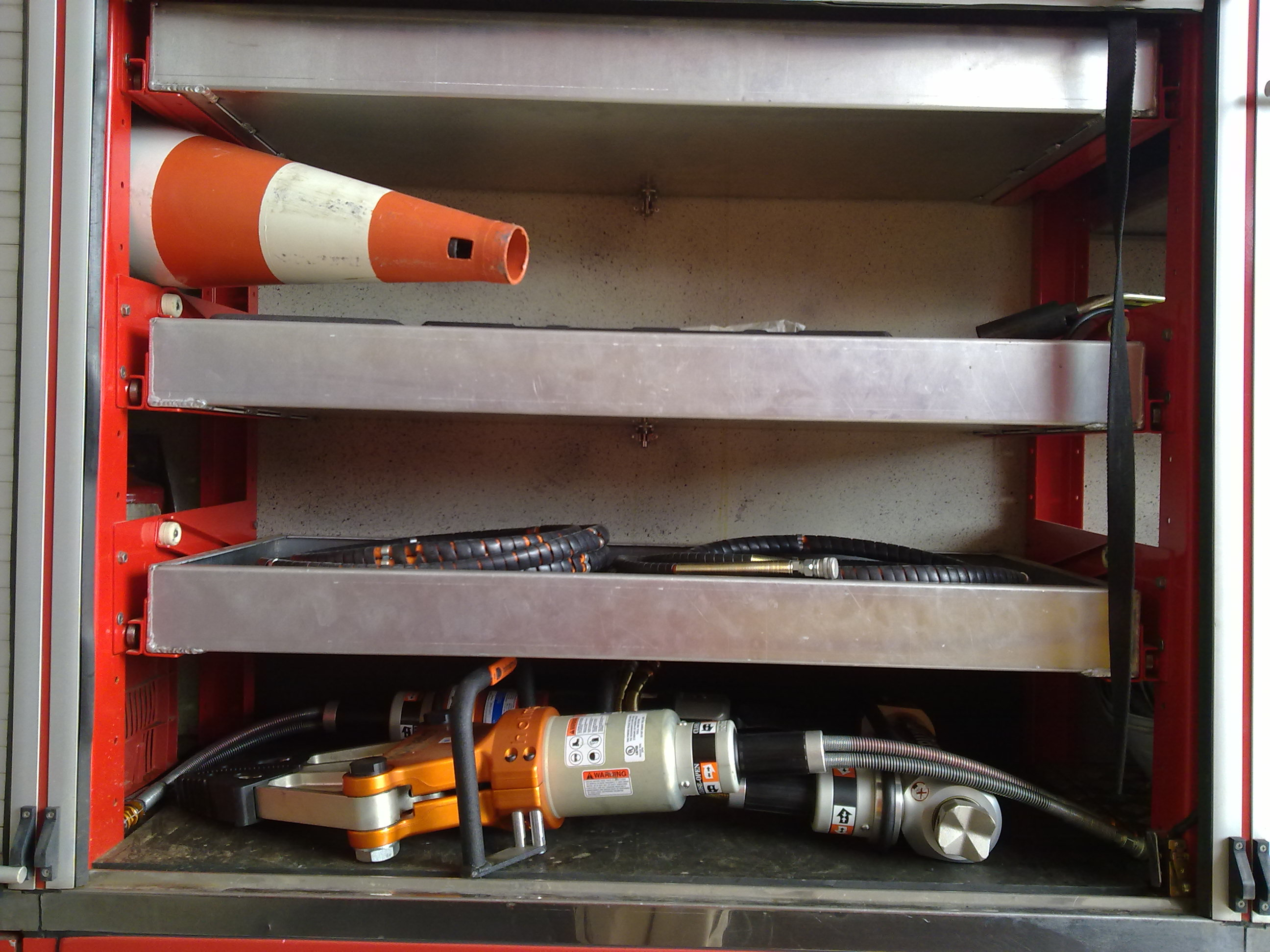
Gaveta lateral.
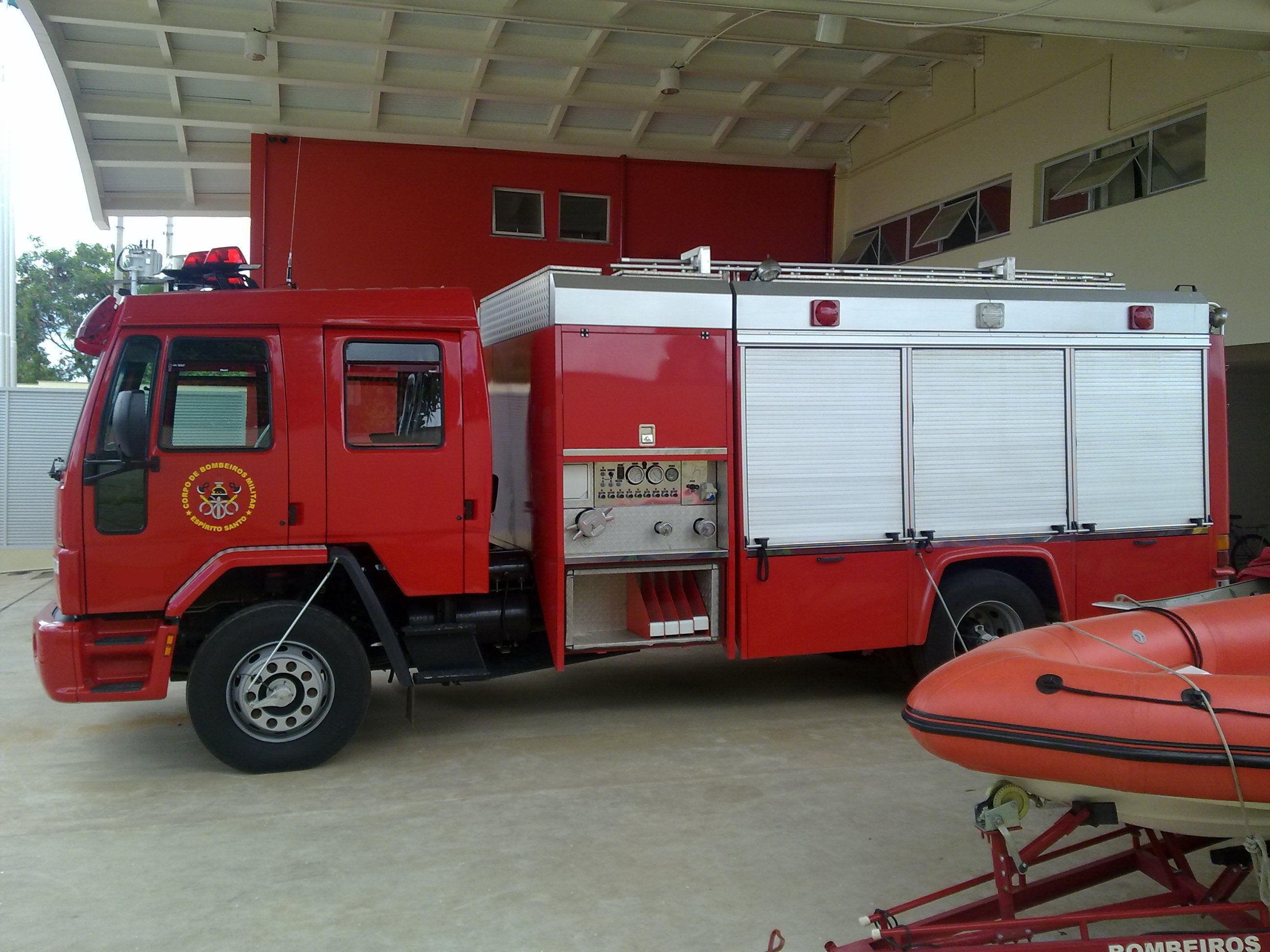
Lateral do veículo.
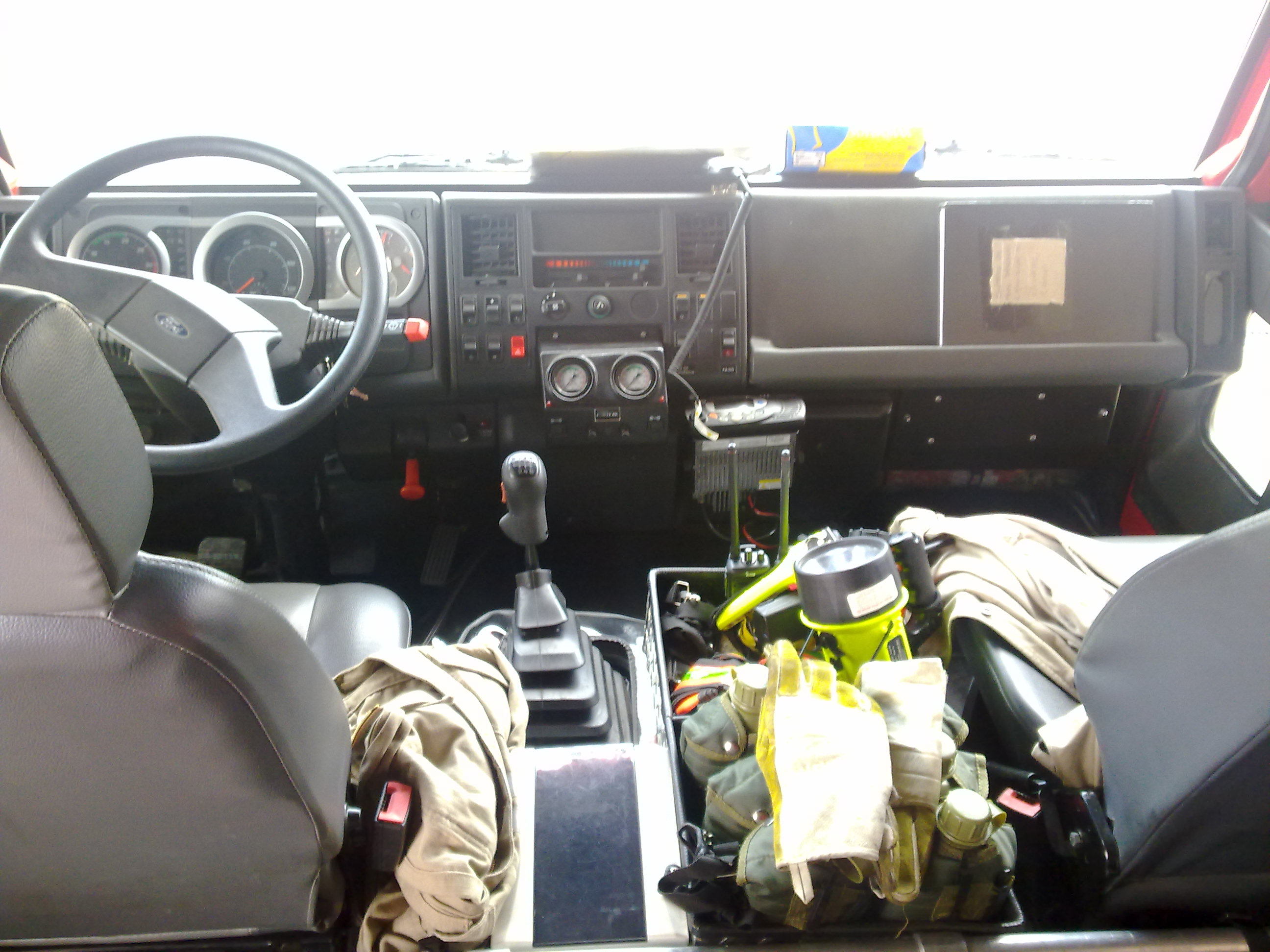
Cabine.

## Guarnição
É formada normalmente uma equipe de 4-6 militares, sendo os cargos e funções divididos desta maneira:
- Motorista: levar o veículo, equipamentos e guarnição com rapidez e segurança até o local da ocorrência; estacionar em local seguro; sinalizar a via; isolar o local; operar o corpo de bomba do caminhão; se necessário for, atuar na ocorrência.
- Chefe de Guarnição: verificar os riscos; decidir ações a serem tomadas; se necessário for, atuar na ocorrência.
- Operadores: organizar e montar os materiais; atuar diretamente na ocorrência.

## Condutor
Para se conduzir o veículo de resgate pesado é necessário Carteira Nacional de Habilitação (CNH), compatível com o veículo, e Curso de Condutores de Veículos de Emergência.

## Sirene e giroflex
Veículos de emergência em geral só podem trafegar com giroflex e sirenes ligadas em atendimento a ocorrências.

## Materiais
A lista de materiais de uma ABTS varia muito de acordo com a região e tipo de ocorrência que existem na região de atuação de determinada equipe. Alguns materiais são sempre transportados no veículo e outros ficam na base sendo transportados apenas quando solicitado o uso em ocorrência.
Equipamentos da viatura:
Equipamentos de suporte
| - Rolo de fita zebrada - Capa de chuva - Cantil - Lanterna pequena - Lanterna grande - Escada de um lance - Escada de dois lances - Tripé com luminária - Vassoura - Chave de fenda - Chave de volante | - Chave de pistão - Carretel (extensão) - Detector alta voltagem - Luvas para alta tensão - Bastão de fibra de vidro grande - Bastão de fibra de vidro pequeno - Triângulo de sinalização - Chave de roda - Pino reboque - Macaco hidráulico - Cone grande | - Tonel de pó de serra - Moto abrasivo - Rotonete - Corta frio pequeno - Corta frio grande - Garrafa térmica 5 litros - Mochilas - Gerador - Croqui - Lança chamas - Corda |

Equipamentos para resgate em altura
| - Mosquetões de alumínio sem trava - Mosquetões de aço - Mosquetões tipo “d” - Roldanas simples - Roldanas duplas - Boldrié | - Cordeletes - Blocante ventral - Blocante de punho - Mosquetões de alumínio - Freio oito - Meion | - Fraudão - Maca flexível (envelope) - Maca mamute - Corda estática - Corda dinâmica |

Equipamentos de Proteção Individual
| - Roupa de proteção tipo A - Equipamentos de respiração autônoma completos - Coletes refletivos - Protetores auriculares - Luvas de raspa | - Luvas de procedimento - Luvas de combate a incêndio - Capacetes de altura - Capacetes de combate a incêndio - Capa de aproximação | - Roupas de apicultor - Máscara de respiração - Corda guia - Calças para corte de árvore |

Equipamentos de combate a incêndio
| - Capa de aproximação - Equipamentos de respiração autônoma completos - Cangalhas - Máscaras - Cilindros de ar comprimido - Extintor de co2 - Extintores pqs - Corda - Mangueiras 1¹/2" - Mangueiras 2²1/2" | - Esguicho 2 ¹/2" - Esguicho 1¹/2" - Aparelho proporcionador de espuma (entrelinhas) - Divisor - Reduções - Adaptador de hidrante rosca fina - Adaptador de hidrante rosca grossa - Adaptadores pequenos - Chaves de mangueira - Galão de lge | - Mangote - Mochila costal - Enxadão - Foice - Machado - Enxada - Pá - Abafador - Facão com bainha |

Equipamentos para produtos perigosos
| - Manual abiquim (produtos químicos) - Roupa de proteção tipo A - Equipamentos de respiração autônoma completos | - Pá de plástico - Pó de serra - Piscina 1000 l para descontaminação | - Lanterna intrinsecamente fechada - Corda |

Equipamento para resgate de animais
| - Aparelho poço - Corrente - Proteção para corda | - Grampo manilha - Roldana tripla para aparelho poço | - Corda - Cambão |

Equipamentos de resgate veicular
| - Motor holmatro - Mangotes holmatro - Expansor holmatro - Tesoura holmatro - Cilindro holmatro - Calço holmatro - Litros de gasolina | - Calços diversos - Tirfor - Cabo de aço tirfor - Cabo de aço curto - Serra sabre - Corta frio | - Lona - Corda - Corrente - Extintor - Machadinha - Canivete |

Equipamentos de corte de árvores
| - Motosserra - Óleo 2 tempos - Lima - Litros de gasolina - Chaves de motosserra | - Óleo lubrificante corrente motosserra - Corda estática - Fitas tubulares - Freio em oito - Descensor em barras (rack) | - Talabarte - Cinturão - Calças p/ corte de árvore - Par de esporas completa - Cabo solteiro |

Equipamentos para entrada forçada
| - Machado de bombeiro - Corta frio grande - Alavancas | - Pés-de-cabra - Picareta - Machadinha | - Arrombador de portas - Marreta |